# Angelina Alonso
Angelina Alonso Costantino (Jersey City, Nueva Jersey; 26 de enero de 2000), más conocida como Angelina, es una futbolista brasileña nacida en Estados Unidos. Juega como centrocampista en el Orlando Pride de la National Women's Soccer League de Estados Unidos. Es internacional con la selección de Brasil.

## Biografía
Nacida en Jersey City, Estados Unidos de padres brasileños, Angelina comenzó a jugar al fútbol en una escuela en Jacarepaguá, al oeste de Río de Janeiro.

## Trayectoria
Comenzó su carrera en las categorías inferiores del Vasco da Gama, antes de unirse al Santos en 2016. Se estrenó con el club el 17 de mayo de 2017 contra el Ponte Preta, entrando como suplente en el minuto 81 en la victoria por 2-0. Gritó su primer gol profesional con el Santos el 24 de abril de 2019 contra el Ponte Preta en la victoria por 1-0 y eventualmente conquistó el Brasileirão Femenino en 2017.
Se unió al Palmeiras debutando el 16 de febrero de 2020 ante el Ferroviária.
El 5 de enero de 2021, viajó a los Estados Unidos para unirse al OL Reign de la National Women's Soccer League, club en el que debutó el 16 de abril de 2021 en la NWSL Challenge Cup en un encuentro contra el Houston Dash.

## Selección nacional
Angelina ha representado a Brasil a nivel sub-17 y sub-20. Fue capitana de esta última y la condujo a ganar el Campeonato Sudamericano Sub-20 de forma invicta.
Debutó con la selección mayor de Brasil en los Juegos Olímpicos de Tokio 2020. Las cariocas fueron eliminadas en cuartos de final por penales por el eventual campeón olímpico Canadá.

## Estadísticas

### Clubes
| Club          | País           | Año             |
| ------------- | -------------- | --------------- |
| Santos F.C.   | Brasil         | 2017 - 2019     |
| Palmeiras     | Brasil         | 2020            |
| OL Reign      | Estados Unidos | 2021 - 2023     |
| Orlando Pride | Estados Unidos | 2023 - presente |

## Palmarés

### Títulos nacionales
| Título               | Club   | País   | Año  |
| -------------------- | ------ | ------ | ---- |
| Brasileirão Femenino | Santos | Brasil | 2017 |
| Campeonato Paulista  | Santos | Brasil | 2018 |

### Títulos internacionales
| Título                         | Equipo | Sede     | Año  |
| ------------------------------ | ------ | -------- | ---- |
| Campeonato Sudamericano Sub-20 | Brasil | Ecuador  | 2018 |
| Copa América Femenina          | Brasil | Colombia | 2022 |
| Copa América Femenina          | Brasil | Ecuador  | 2025 |